# Makowo (województwo podlaskie)
Makowo – wieś w Polsce położona w województwie podlaskim, w powiecie wysokomazowieckim, w gminie Kobylin-Borzymy.
W latach 1975–1998 miejscowość administracyjnie należała do województwa łomżyńskiego.
Wierni kościoła rzymskokatolickiego należą do parafii św. Stanisława Biskupa i Męczennika w Kobylinie-Borzymach.

## Historia
W I Rzeczypospolitej wieś należała do ziemi bielskiej.
W roku 1827 Makowo liczyło 14 domów i 91 mieszkańców.
Pod koniec XIX w. Słownik geograficzny Królestwa Polskiego informuje: Makowo, wieś nad Śliną, powiat mazowiecki, gmina Piszczaty, parafia Kobylino. Powierzchnia gruntów 513 morgów. Wiatrak.
W roku 1921 było tu 25 budynków z przeznaczeniem mieszkalnym i 6 innych zamieszkałych oraz 167 mieszkańców (79 mężczyzn i 88 kobiet). Narodowość polską podało 159 osób, a żydowską 8.